# Rhadinodonta flaviger
Rhadinodonta flaviger là một loài tò vò trong họ Ichneumonidae.